# Lineu Prestes
Lineu Prestes (Avaré, 30 de septiembre de 1897 - São Paulo, 20 de agosto de 1958) fue un político brasileño. Ocupó la alcaldía de São Paulo por poco menos de un año entre 1950 y 1951.
Nació en Avaré, estado de São Paulo, hijo de João Prestes de Morais y Ana Prestes de Morais. En 1916 egresó de la Escuela de Farmacia y Odontología de São Paulo y en 1928 de la Facultad de Derecho de São Paulo. Entre 1931 y 1932 cursó estudios en la Facultad de Filosofía de São Bento. Hasta 1934 fue profesor universitario asistente y ese mismo año fue nombrado catedrático de química analítica y bromatológica de la Facultad de Farmacia y Odontología. Entre 1938 y 1931 fue director de esa facultad y en 1947 ocupó el cargo de rector de la Universidad de São Paulo.
En 1950 fue nombrado por el gobernador del estado Ademar de Barros como alcalde de São Paulo en reemplazo de Asdrúbal da Cunha. Ocupó ese cargo por casi un año cuando fue sustituido por Armando de Arruda Pereira.
Falleció en São Paulo el 20 de agosto de 1958.